# Udon

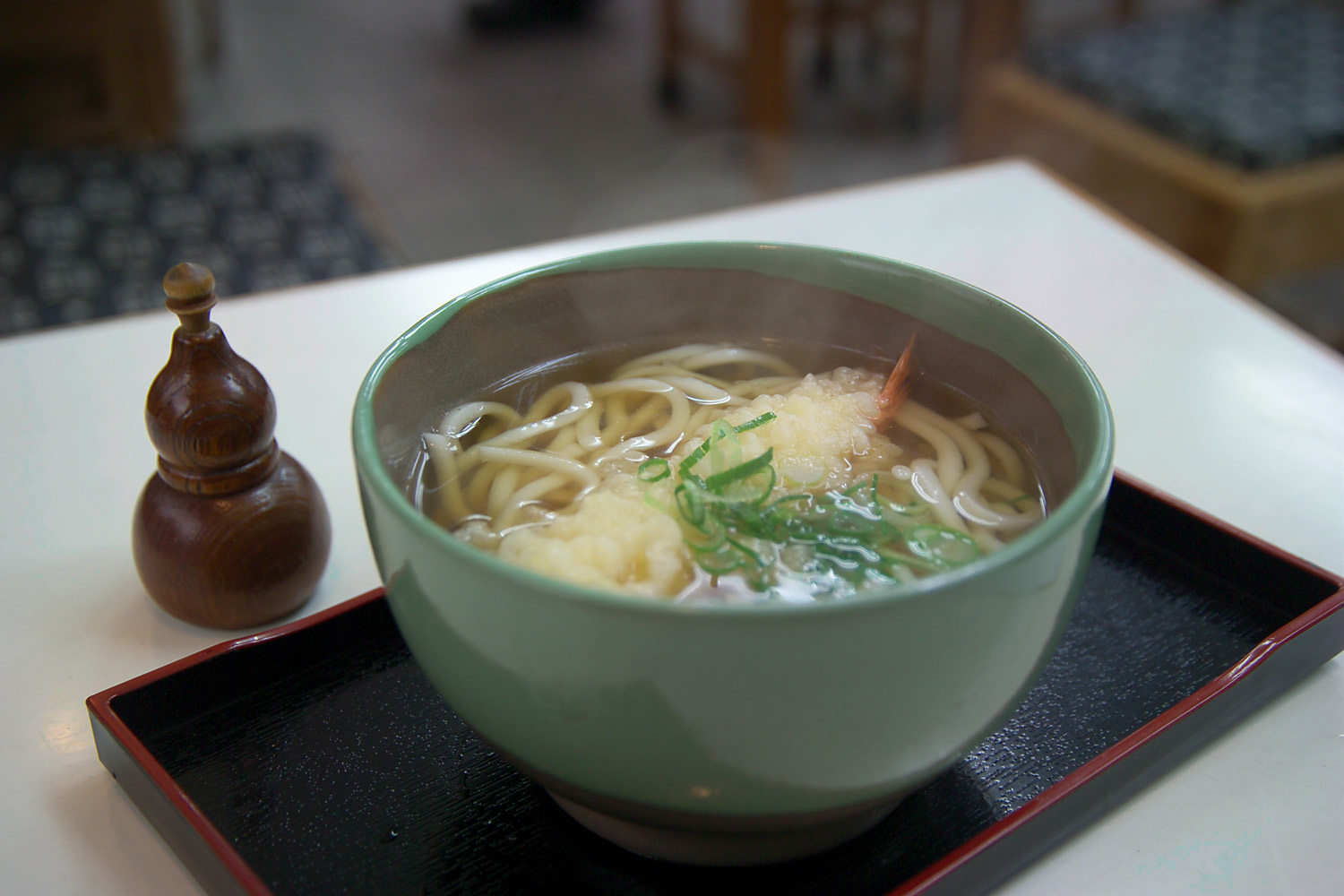
Tempura udon, al estilo kata

El udon (うどん; 饂飩?) es un tipo de fideo grueso hecho de harina de trigo, popular en la comida japonesa. Fue inventado en Japón en el siglo VI. Este udon original tenía de 6 a 8 mm de diámetro, era una tortilla plana en forma de "fideo" añadido a la sopa de miso.
Son normalmente servidos en un caldo a base de dashi, salsa de soya y mirin. Después se les añade encima uno o varios ingredientes. Según estos ingredientes, se diferencia entre los distintos tipos de udon. La mayoría de las variantes suelen llevar negi picado.
El sabor del caldo y los ingredientes adicionales varían de región en región. Los udon en sí también varían de forma y grosor según la zona.

## Platos

### Variedades calientes

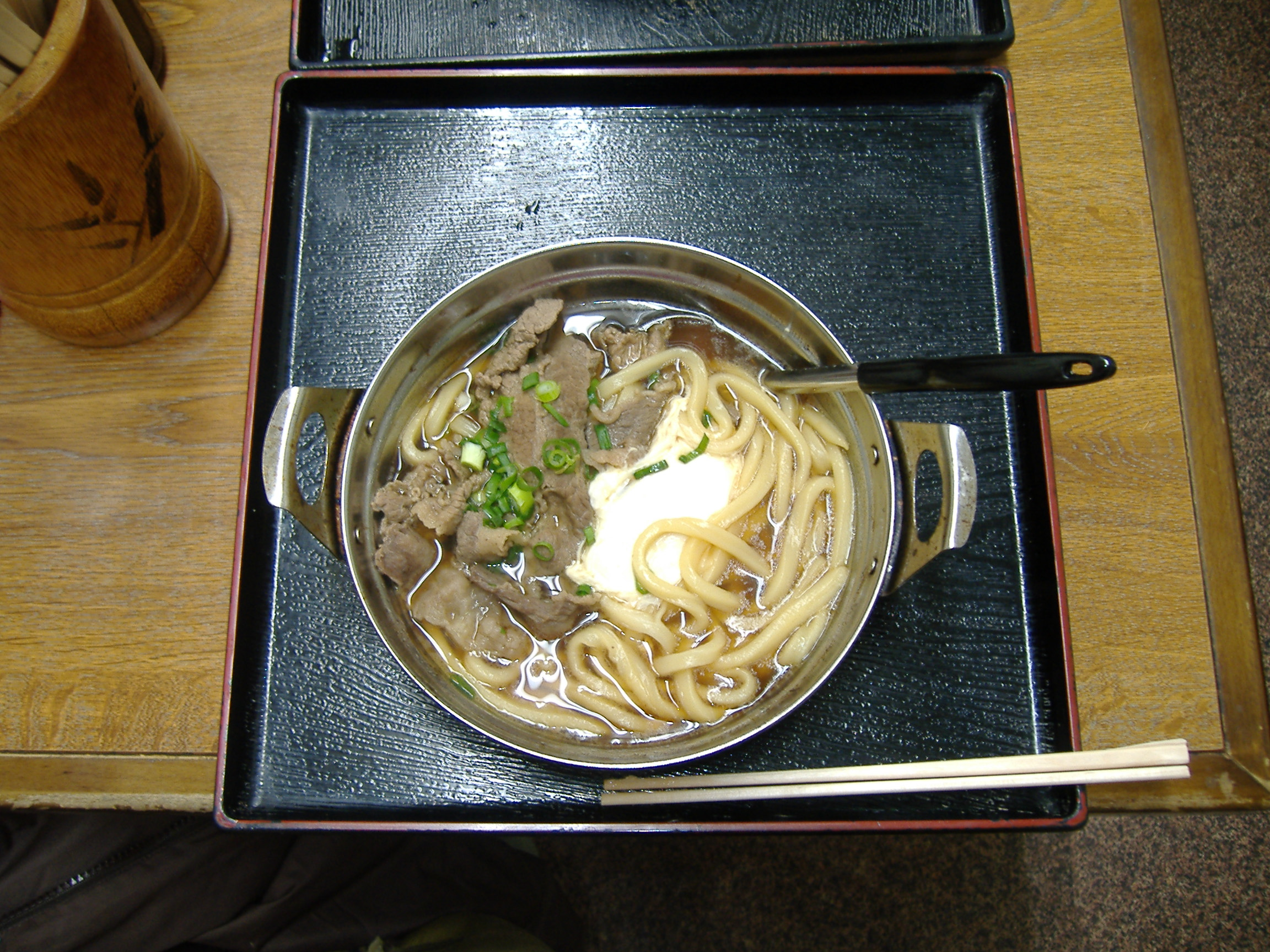
Udon con carne a la cacerola (牛鍋うどん, gyūnabe udon).

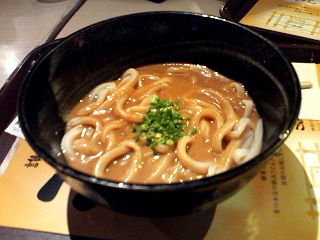
Kare udon

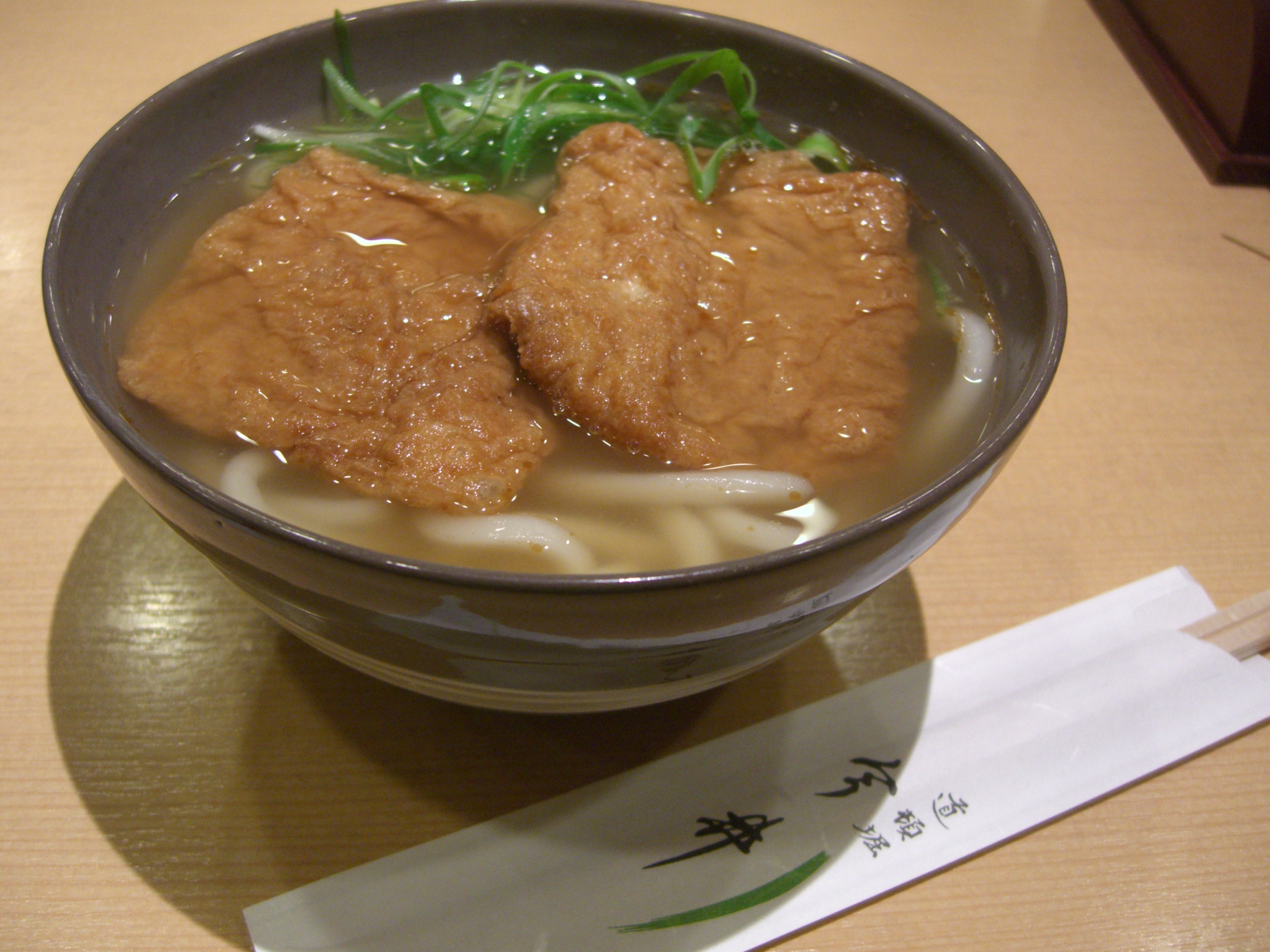
Kitsune Udon

- Inaniwa udon (稲庭うどん)
- Ise udon (伊勢うどん)
- Kansai udon (関西うどん)
- Sanuki udon (讃岐うどん)
- Karē udon (カレーうどん）

Servidos en caldo de curry con algunas verduras, típicamente negi.
- Kitsune udon (きつねうどん)

Se le añade naruto, un tipo de kamaboko y abura age.
- Nishin udon (鯡うどん）

Udon servidos con un lomo de arenque ahumado.
- Tanuki udon (たぬきうどん)
- Sōki soba (ソーキそばうどん)

Este plato de la región de Okinawa puede ser considerado como udon.
- Tsukimi udon (つきみうどん）

Servidos con un huevo crudo que se cocina con el calor de la sopa.
- Wakame udon (わかめうどん）

Se le añaden algas wakame

### Variedades frías

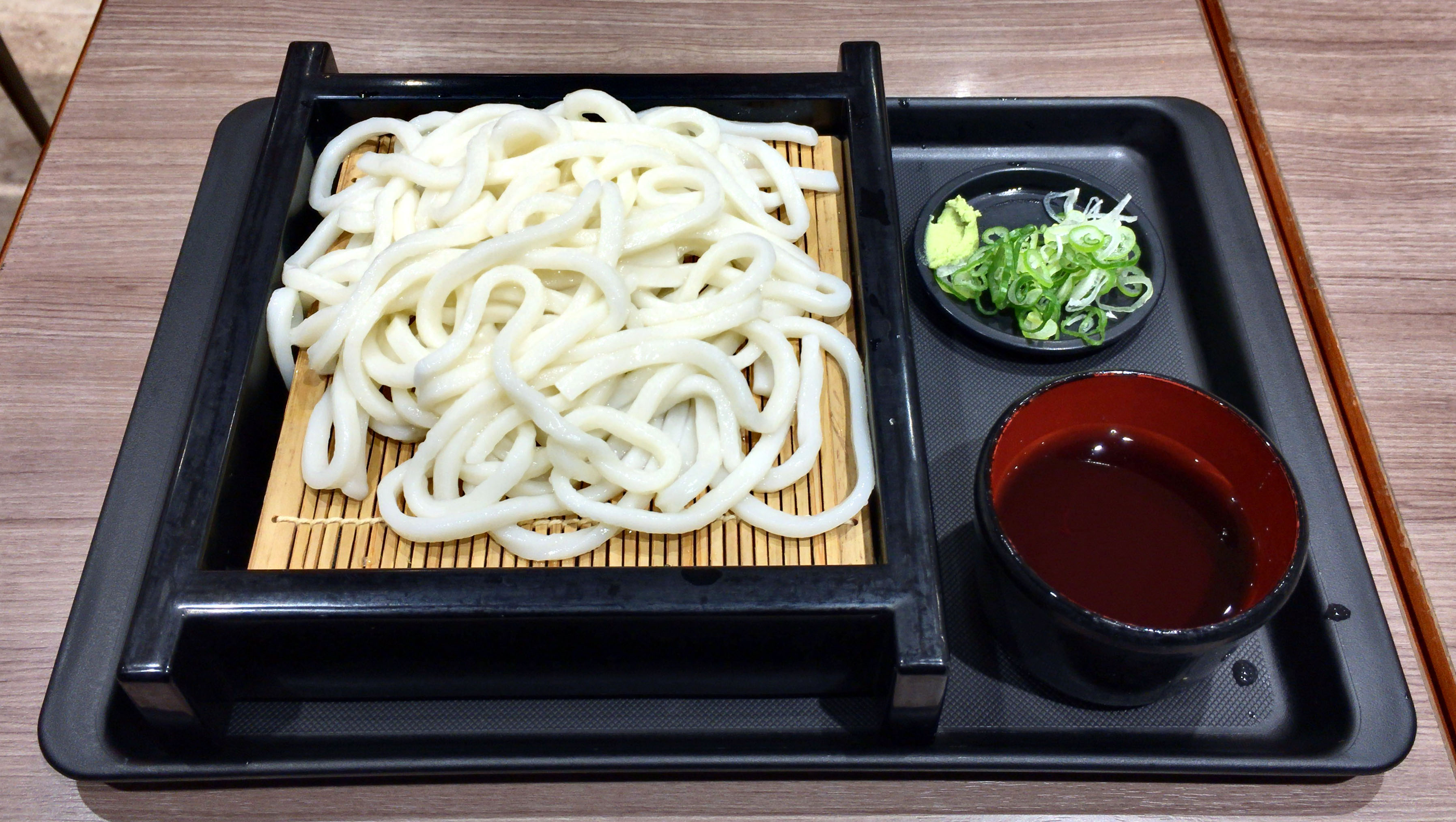
Mori udon

- Zaru udon (ざるうどん）

Se sirven fríos sobre una esterilla de bambú, acompañados de nori en juliana y una salsa fría suave.

## Tipos de udon según la región

### Japón
- Hakata udon (博多うどん), son suaves de la ciudad de Fukuoka.
- Himokawa (ひもかわ), es extremadamente delgado y ancho de Kiryū, Gunma.
- Kishimen udon (きし麺うどん), con forma plana típicos de la ciudad de Nagoya.[1]

### Corea
Son servidos en Bunsik y Pojangmacha. Ambos tipos son llamados udong (우동).